# فلسطینیه ایرلاینز
فلسطینیه ایرلاینز (به انگلیسی: Palestinian Airlines) یک شرکت هواپیمایی با کد یاتا PF است که در تاریخ ۱۹۹۵ میلادی تأسیس شده است. دفتر مرکزی فلسطینیه ایرلاینز در عریش، مصر واقع شده‌است و قطب این شرکت هواپیمایی در فرودگاه بین‌المللی العریش قرار دارد و به ۹ مقصد، پرواز انجام می‌دهد.